# Jelša, Šmartno pri Litiji
Jelša je naselje v Občini Šmartno pri Litiji.